# Jeff Beck
Geoffrey Arnold Beck, detto Jeff (Londra, 24 giugno 1944 – Wadhurst, 10 gennaio 2023), è stato un cantante e chitarrista britannico.
È stato uno dei chitarristi rock più influenti degli anni sessanta e settanta, nonché fra i più importanti per l'evoluzione della chitarra moderna, contribuendo alla definizione di questo strumento in un vasto spettro di generi, che include blues rock, heavy metal, fusion e hard rock. Riguardo a lui Slash disse: "Jeff Beck può imbracciare una chitarra scordata e con il manico storto, e farla suonare meravigliosamente bene".
La rivista Rolling Stone lo ha inserito al quinto posto nella lista dei 100 migliori chitarristi, mentre nel 2009 è stato inserito nella Rock and Roll Hall of Fame.

## Biografia

### Negli Yardbirds
Nato a Wallington, Beck da piccolo cantava nelle chiese e a dieci anni ebbe le sue prime esperienze strumentali, suonando una vecchia chitarra acustica. Iniziò la propria carriera nei primi anni sessanta come turnista. La sua prima registrazione come chitarrista risale al 1964 per l'etichetta Parlophone, che nello stesso anno pubblicò il singolo del gruppo The Fitz and Startz intitolato I'm Not Running Away, che presentava il brano So Sweet sul lato B.
Nel 1965 fu reclutato da The Yardbirds, che avevano appena perso Eric Clapton, passato ai John Mayall's Bluesbreakers. Fu con Beck che gli Yardbirds divennero un gruppo famoso sulla scena del rock britannico della fine degli anni sessanta. Beck, che in alcuni brani suonava anche il violino, si dimostrò un abile show man e nella formazione, assieme a Jimmy Page, appare anche nel film cardine della Swinging London Blow-Up di Michelangelo Antonioni del 1966, in cui gli Yardbirds girarono alcune sequenze nelle quali Beck sfascia una chitarra (a imitazione di Pete Townshend degli Who, scelti in un primo tempo per la pellicola di Antonioni).
Nel 1966 Beck condivise il proprio ruolo di chitarra solista degli Yardbirds con Jimmy Page. Con il gruppo incise un unico album, Roger the Engineer (1966). Dopo 18 mesi, adducendo motivi di salute, abbandonò la band.

### Jeff Beck Group

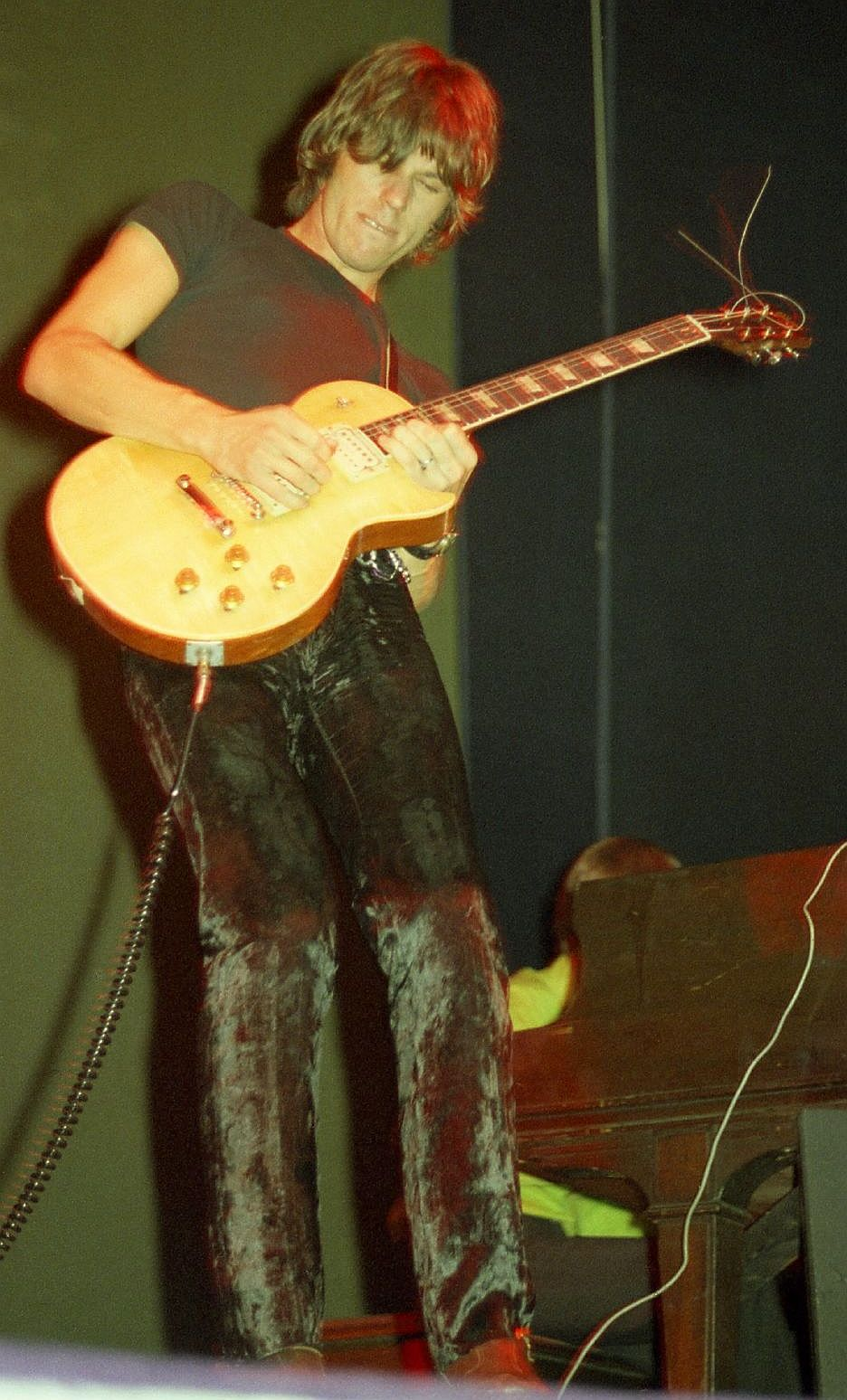
Jeff Beck nel 1968

L'anno successivo, Beck fondò una nuova band, chiamata The Jeff Beck Group. La formazione includeva Rod Stewart alla voce, Ronnie Wood al basso, Nicky Hopkins al pianoforte e Mick Waller alla batteria. Il gruppo incise due album: Truth (1968) e Beck-Ola (1969). Entrambi questi lavori furono molto ben accolti dalla critica, e sono oggi considerati antesignani dell'hard rock, precedendo di poco anche gli album dei Led Zeppelin.
Alla fine del 1969, alcuni attriti all'interno del gruppo portarono Stewart e Wood ad abbandonare. Beck creò una seconda incarnazione della band, con Clive Chapman al basso, Max Middleton alle tastiere, Cozy Powell alla batteria e Bob Tench alla voce. Questo gruppo prese una direzione stilistica decisamente diversa rispetto a quella precedente, unendo elementi pop, rock, rhythm'n'blues e jazz, anticipando la fusion. Pubblicarono due album: Rough and Ready (1971) e The Jeff Beck Group (1972). Anche questa seconda incarnazione del Jeff Beck Group si sciolse dopo poco tempo.
Nel 1972 Beck diede vita a un'altra formazione, il power trio Beck, Bogert & Appice, con Carmine Appice alla batteria e Tim Bogert al basso (sezione ritmica dei Vanilla Fudge). Questa formazione incise anche un singolo di successo, una cover di Superstition di Stevie Wonder inserito poi nell'omonimo LP.

### Carriera solista

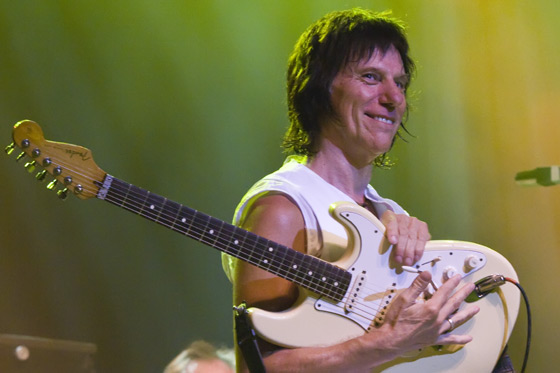
Jeff Beck a Sydney nel 2009

Nel 1975 Beck incise un album solista strumentale decisamente fusion, Blow by Blow, che ebbe un successo inaspettato di pubblico e di critica. Questo lavoro fu seguito da una collaborazione di Beck con Jan Hammer per Wired (1976), altro album molto apprezzato dalla critica. In seguito incise in modo più sporadico, dedicandosi a propri lavori solisti o a discontinue collaborazioni.
Fra i lavori solisti: There & Back (1980, con Simon Phillips e Jan Hammer), Flash (1985, con Rod Stewart e Jan Hammer), Jeff Beck's Guitar Shop (1989, con Terry Bozzio e Tony Hymas), Crazy Legs (1993), Who Else! (1999), e You Had It Coming (2001), Jeff (2003).
Fra le collaborazioni, quella con: Jon Bon Jovi, Les Paul, Cyndi Lauper, Roger Waters (Amused to Death), Brian May (Another World), ZZ Top (XXX), Carlos Santana, Ozzy Osbourne (Patient Number 9) e molti altri artisti di fama mondiale. Il suo ultimo lavoro, nel 2022, fu un album insieme all'attore e musicista Johnny Depp, intitolato 18, che i due poi promossero con vari concerti assieme.

### Ultima parte della carriera
Nel corso degli anni 2000 e 2010 mantenne un'intensa attività concertistica, accompagnata anche da numerose pubblicazioni discografiche sia in studio, sia dal vivo.
Il 10 gennaio 2023 morì improvvisamente, a 78 anni, a causa di una forma fulminante di meningite batterica.

## Stile musicale
Nella parte iniziale della propria carriera, Beck fece parte prevalentemente di gruppi blues rock e hard rock. Negli anni settanta, invece, si concentrò maggiormente nella produzione di album fusion/rock strumentali, stile a cui dedicò larga parte della seconda parte della sua carriera.
Aveva una grande maestria con la leva e riusciva a creare suoni fantastici che caratterizzano il suo stile musicale

## Strumentazione
Jeff Beck nel corso della sua carriera ha suonato prevalentemente chitarre Esquire e Stratocaster della Fender, pur avendo utilizzato in pubblico anche strumenti di altre marche, tra le quali le Gibson Les Paul e le Charvel/Jackson, con un modello sviluppato con lo stesso Grover Jackson. Famosa è la sua Fender Esquire del 1954, di cui la Fender ha realizzato una replica in versione limitata in soli 100 esemplari.
Negli ultimi anni di carriera Beck ha suonato una Fender Stratocaster signature realizzata su specifiche del chitarrista, le cui caratteristiche sono:
- pick-up Fender Hot Noiseless realizzati su specifiche di Beck, dotati di una pasta sonora più calda rispetto ai Noiseless che Fender usava sui propri modelli deluxe prima del 2010 (nel corso della sua carriera Beck ha sviluppato diversi pick-up per chitarra elettrica, alcuni dei quali godono tuttora di grande popolarità fra i chitarristi rock, come per esempio l'humbucker SH-4 "JB" realizzato da Seymour Duncan).
- il roller nut, un particolare capotasto dotato di sfere che agevolano lo scivolamento delle corde
- meccaniche autobloccanti della Schaller, la cui combinazione col roller nut permette di mantenere accurata l'accordatura anche a seguito di un uso intensivo della leva del vibrato, tecnica in cui Jeff era considerato un maestro
- il ponte a due viti, per agevolare una migliore escursione della leva del tremolo
- un manico (acero/palissandro) realizzato con un profilo esclusivo

Fender vende repliche di questa chitarra sia in edizione standard, ovvero su larga scala, sia in edizione Custom Shop, ovvero prodotta appositamente dai liutai della Fender nei laboratori dell'azienda.
Parlando delle proprie chitarre, Jeff Beck ha dichiarato nel 1993 di possederne 44, delle quali solo una minima parte sarebbero effettivamente "strumenti buoni", aggiungendo che il più delle volte sceglieva la Stratocaster, che considerava uno strumento molto versatile.
Jeff utilizzava amplificatori prevalentemente di marca Marshall o Fender, e suonava prevalentemente con le dita, ovvero senza l'utilizzo del plettro.

## Discografia
The Yardbirds
- 1965 – For Your Love
- 1965 – Having a Rave Up
- 1966 – Roger the Engineer

Jeff Beck Group
- 1968 – Truth
- 1969 – Beck–Ola
- 1971 – Rough and Ready
- 1972 – Jeff Beck Group

Beck, Bogert & Appice
- 1973 – Beck, Bogert & Appice
- 1974 – Beck, Bogert & Appice Live in Japan

Solista
- 1975 – Blow by Blow
- 1976 – Wired
- 1980 – There & Back
- 1985 – Flash
- 1989 – Jeff Beck's Guitar Shop
- 1999 – Who Else!
- 2001 – You Had It Coming
- 2003 – Jeff
- 2010 – Emotion & Commotion
- 2016 – Loud Hailer
- 2022 – 18 (con Johnny Depp)

Live
- 1977 – Jeff Beck With the Jan Hammer Group Live
- 2006 – Live At BB King Blues Club
- 2006 – Live in Tokyo 99
- 2007 – Official Bootleg USA '06
- 2008 – Live at Ronnie Scott's
- 2010 – Live and Exclusive from the Grammy Museum
- 2011 – Rock & Roll Party: Honoring Les Paul
- 2014 – Tokyo 2014 First Night
- 2015 – Live+

Raccolte
- 1991 – Beckology
- 1995 – Best of Beck

Collaborazioni
- 1990 – Jon Bon Jovi – Blaze of Glory
- 1992 – Jeff Beck e Jed Leiber – Frankie's House
- 1992 – Roger Waters – Amused to Death
- 1992 – Duff McKagan – Believe in Me
- 1993 – Big Town Playboys – Crazy Legs
- 2013 – Roger Taylor – Fun on Earth
- 2019 – Hollywood Vampires – Rise
- 2022 – Ozzy Osbourne – Patient Number 9